# Ljudevit Vukotinović

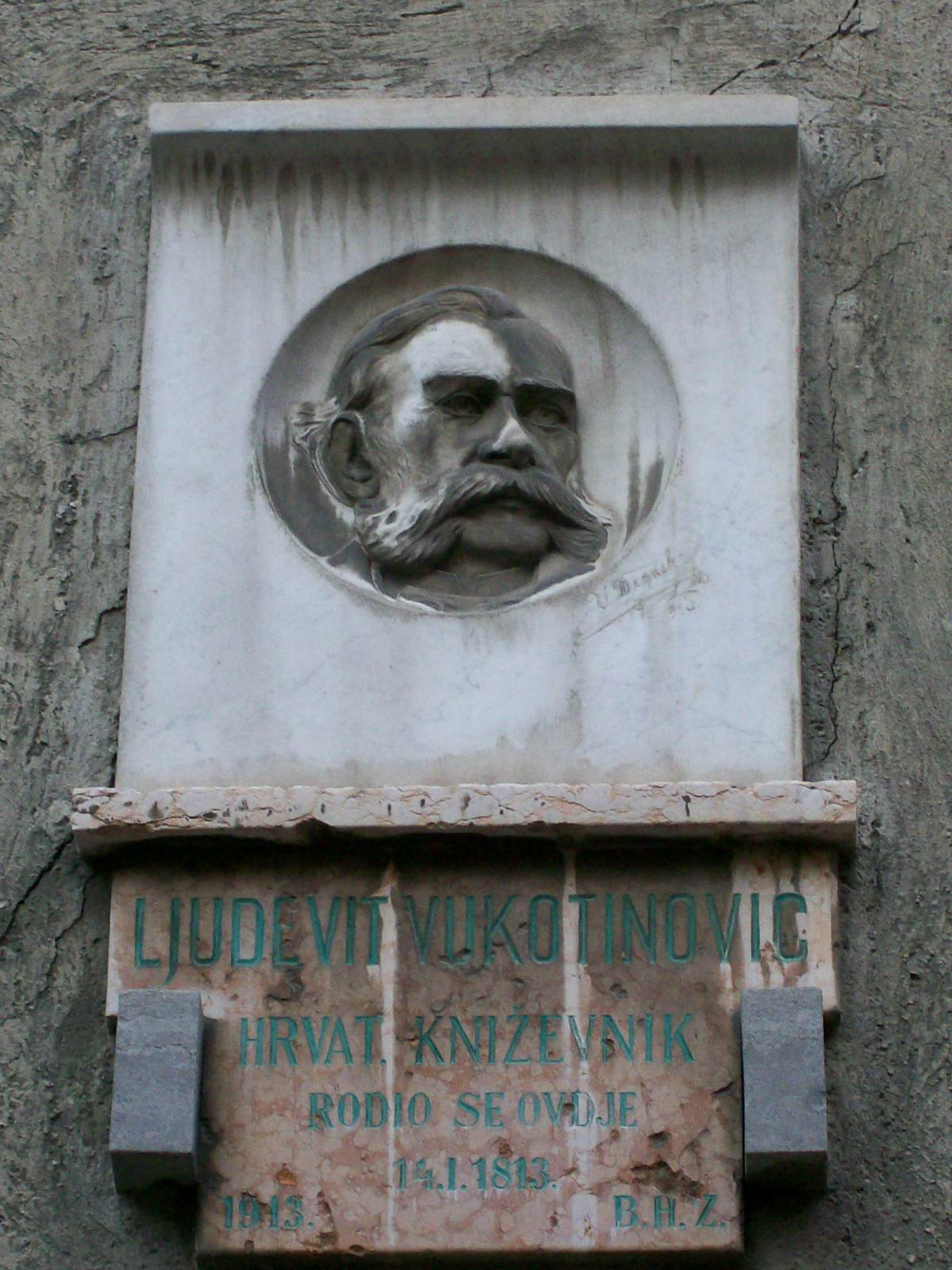
Tablica pamiątkowa w Zagrzebiu, poświęcona Vukotinovićovi

Ljudevit Vukotinović (także Ludwig Farkaš) (ur. w 1813 w Zagrzebiu, zm. w 1893 tamże) – chorwacki polityk, działacz ruchu iliryjskiego, botanik.

## Działalność
Był aktywnym działaczem ruchu iliryjskiego. Próbował pogodzić iliryzm z narastającymi ruchami narodowymi Bałkanów, formułując w początku lat 40. XIX w. tezę o jednym narodzie iliryjskim, w skład którego wchodzą rozmaite grupy o różnych „imionach chrzestnych” (w tym Chorwaci). Opowiadał się za wprowadzeniem federacyjnego ustroju w Austrii, a także głosił austroslawizm. Aby podkreślić swoją narodową tożsamość zmienił nazwisko rodowe z węgierskiego „Farkaš” na chorwackie „Vukotinović”.
Prowadził także działalność naukową na polu botaniki, m.in. był współautorem opisu flory z rejonu Chorwacji.